# 普慶坊護土牆倒塌意外
普慶坊護土牆倒塌意外是發生於1925年7月17日的香港中西區上環普慶坊的一宗護土牆倒塌意外，位於卜公花園旁，造成75人罹難，是香港歷史上死亡人數最多的山泥傾瀉個案。

## 意外經過
當日上午9時左右，在颱風襲港及3日連場暴雨後，堅道與樓梯街之間的一幅護土牆疑遭暴雨破壞結構突然塌下，並活埋普慶坊30多個家庭在內的7間房屋。據當局統計，証實死亡的有75人，並有多人失蹤。死者當中包括當時知名的前定例局議員兼商人周少岐太平紳士與妻媳等十一人一同罹難，而其兒子周埈年爵士則僥倖生還。

## 外部連結
- Gwulo: Old Hong Kong - Photos of Po Hing Fong landslide 1925 （页面存档备份，存于）
- Gwulo: Old Hong Kong - Workers clearing away the debris of the collapsed retaining wall and houses at Po Hing Fong in July 1925 （页面存档备份，存于）

## 延伸閱讀
1. 《山崩土淹話今昔 香港山泥傾瀉百年史》，土木工程拓展署，香港，ISBN 9889853817。